# ノロドム・スラマリット
ノロドム・スラマリット（クメール語: នរោត្ដម សុរាម្រិត / Norodom Suramarit, 1896年3月6日 - 1960年4月3日）は、カンボジア国王（在位：1955年3月3日 - 1960年4月3日）。

## 生涯
ノロドム王の王子ノロドム・スタロットの子としてプノンペンで生まれる。父ノロドム・スタロットの従弟であるシソワット・モニヴォン王の王女コサマック（従って父方の再従兄妹同士）を妃とし、その第一王子がノロドム・シハヌークである。
1930年代半ばまではモニヴォン王の後継と考えられ、30年代末にもシソワット家のモニレット親王とともに、再び後継候補とされた。しかし、フランスの政策により、1941年に息子のシハヌークが王位を継承した。
1955年3月3日に政治活動への参加のため退位したシハヌークから王位を譲られて即位した。スラマリット国王の治世は、首相に就任したシハヌークの強力な国政指導と厳正な中立政策により、平和な時代が続いた。しかし健康を害したスラマリット国王は、1960年4月3日に在位5年で崩御した。以後カンボジアの王位は1970年のロン・ノルクーデターによる王制廃止まで空位となった。国王空位の間、シハヌークが国家元首として政務に当たり、コサマック王妃が国王の「象徴」とみなされた。

## 日本との関係
シハヌークからの譲位を受けてスラマリットが国王に復位した約1年後の1956年3月1日、スラマリット新国王の戴冠式に合わせて昭和天皇より大勲位菊花大綬章を受勲した（昭和天皇のカンボジア訪問はなくプノンペン駐箚の吉岡範武大使による伝達）。